# Henryk Grabowski (botanik)
Henryk Emanuel Grabowski, Heinrich Emanuel Grabowski (ur. 11 lipca 1792 w Głubczycach, zm. 1 października 1842 we Wrocławiu) – botanik niemiecki, polskiego pochodzenia, czynny na Śląsku, współzałożyciel zielnika śląskiego. 
W Głubczycach zakończył szkołę średnią, po czym podjął naukę farmacji we Wrocławiu u Johanna Christiana Günthera, właściciela apteki i badacza roślin. Do 1824 mieszkał u niego, był uczniem, a następnie współpracownikiem. Od 1824 do 1840 prowadził własną aptekę w Opolu, kontynuując wcześniejsze badania flory Śląska, jednocześnie zajął się także skamieniałościami roślin z górnej kredy rejonu opolskiego. Od 1840 do śmierci mieszkał we Wrocławiu. Grabowski był członkiem Sekcji Botanicznej Śląskiego Towarzystwa Kultury Ojczystej, a w 1841 wybrano go sekretarzem naukowym tejże sekcji. 
Na cześć Grabowskiego nazwano jeżynę bukietową łacińską nazwą gatunkową: Rubus grabowskii. 

## Publikacje Grabowskiego
- 1824 – Enumeratio stirpium phanerogamarum,quae in Silesia sponte proveniunt.Vratislaviae, współautor:J.Ch.Günther i F.Wimmer.
- 1827 – Flora Silesiae I .Vratislaviae, współautor F.Wimmer.
- 1829 – Flora Silesiae II.Vratislaviae, współautor F.Wimmer.
- 1829 – Flora Silesiae III.Vratislaviae, współautor F.Wimmer.
- 1836 – Correspondenz über das häufige Vorkommen des Senecio vernalis in Schlesien.Flora 19.
- 1836 – Nachträge zu dem systematischen Verzeichnis von Rohrer und Mayer.Ibid.
- 1840 – Flora von Oberschlesien und dem Gesenke. Breslau.
- 1841 – Über einige Arten der oberschlesischen Flora. Übers.Arb.Schl.Ges.vaterl.Kultur.
- 1842 – Über Waldwolle, welche in Zuckmantel aus Kiefern-und Fichtennadeln gewonnen wird. Ibid.
- 1843 – Flora von Oberschlesien und dem Gesenke, mit Beriicksichtigung der geognostischen,. Boden- und Hehen-Verhiltnisse.